# Cleora prosema
Cleora prosema är en fjärilsart som beskrevs av Louis Beethoven Prout 1927. Cleora prosema ingår i släktet Cleora och familjen mätare. Inga underarter finns listade i Catalogue of Life.